# Ruta Nacional A011 (Argentina)
La Ruta Nacional A011, también llamado "Camino al Río Pilcomayo", es una carretera argentina, que se encuentra en el este de la provincia de Formosa. Desde el empalme con la Ruta Nacional 11 en el km 1287 en Clorinda hasta la pequeña población de Puerto Pilcomayo en la margen derecha del río Paraguay, recorre 11 km totalmente asfaltados, numerados del km 1286,59 al 1297,72.
Antiguamente este camino era parte de la Ruta Nacional 11 por ser el acceso obligado a las balsas en el río Paraguay con destino a Asunción, pero con la construcción del cercano Puente internacional San Ignacio de Loyola sobre el río Pilcomayo fue desafectada de la mencionada ruta aunque permaneció en jurisdicción nacional.

## Localidades
Las ciudades y pueblos por los que pasa esta ruta de noroeste a sudeste son los siguientes (los pueblos con menos de 5000 habitantes figuran en itálica).

### Provincia de Formosa
Recorrido: 11 km (km 1287 a 1298).
- Departamento Pilcomayo: Clorinda (km 1287), Garcete Cué (km 1290) y Puerto Pilcomayo (km 1298).